# 4 (album de Beyoncé)
Pour les articles homonymes, voir 4 (nombre).
Albums de Beyoncé
Above and Beyoncé
(2009) 4: The Remix
(2012)
Singles
1. Run the World (Girls)
Sortie : 21 avril 2011
2. Best Thing I Never Had
Sortie : 1er juin 2011
3. Countdown
Sortie : 4 octobre 2011
4. Love on Top
Sortie : 7 décembre 2011

4 est le quatrième album studio de la chanteuse américaine de R'n'B Beyoncé. L'album est sorti le 24 juin 2011 chez Columbia Records. L'album marque la première sortie de Beyoncé depuis sa séparation professionnelle avec son père et manager, Mathew Knowles.
Précédant la sortie de l'album, le premier single Run the World (Girls) est sorti en téléchargement dans le monde entier le 21 avril 2011. Le single est sorti plus tôt que prévu à cause d'une démo qui a fuité sur le net le 18 avril 2011. Best Thing I Never Had est sorti comme le second single de l'album, le 1er juin 2011. Trois semaines avant sa sortie prévue, 4 est divulguée dans son intégralité.
Dès sa sortie, 4 reçoit des avis très positifs de la plupart des critiques musicaux, qui y ont vu une progression par rapport aux précédents albums de Beyoncé et qui félicitent son style musical mid-tempo, sa production raffinée, et sa performance vocale. Cependant, certains critiquent ses ballades et l'écriture des chansons. Aux États-Unis, l'album débute à la première place du Billboard 200 avec 310 000 exemplaires vendus en première semaine. Il devient également numéro un dans plusieurs autres pays.

## Genèse
Durant l'été 2009, Beyoncé révèle qu'elle a commencé à travailler sur son quatrième album, et également à écrire et produire de nouvelles chansons, qui suit la sortie de I Am... Sasha Fierce en 2008, qui était inspiré par son alter ego, Sasha Fierce. Elle annonce en février 2010 qu'elle a « tué » Fierce « parce que j'ai grandi et maintenant je suis capable de fusionner les deux [personnalités]. ». Elle explique qu'elle a utilisé de la musique en live pour créer son propre genre musical. Plus tard, elle précise cette déclaration en disant : « Eh bien, je ne dirais pas que je suis en train d'inventer un nouveau genre. Je mélange tous les types de genres que j'aime et je suis inspiré par tout type de genre...Je ne suis pas à me mettre dans une boîte. Ce n'est pas R'n'B, ce n'est pas typiquement pop, c'est pas du rock - c'est juste tout ce que j'aime est mélangé. ». Beyoncé dit que l'album est inspiré par plusieurs musiciens, dont Fela Kuti, The Stylistics, Lauryn Hill, Stevie Wonder, et Michael Jackson.
Le producteur Jim Jonsin et Ne-Yo ont collaboré avec la chanteuse sur cet album. Ne-Yo déclare, « Ça va bon train. Je ne peux pas trop parler à ce sujet, mais c'est une autre direction pour elle, et elle se taille sa propre niche. En une minute personne ne sera dans la voie de Beyoncé. Ils ne peuvent vraiment pas être dans sa voie actuellement, mais ils ne peuvent vraiment pas être dans sa voie après cet album. ». Jonsin parle de son intention de créer de la musique électronique influencée par les années 1980 en utilisant des batteries fortes. En janvier 2011, le producteur S1 confirme via Twitter qu'il a contribué à l'album. Sean Garrett mentionne sa contribution, en déclarant qu'il avait « travaillé avec elle extrêmement dur... elle est ma préférée. ». Il décrit le style de musique qu'il avait produit, « Je pense que nous faisons beaucoup de chansons up-tempo pour celui-ci. Elle est dans un tel endroit bien en ce moment dans la vie qu'elle est intéressée pour faire une musique festive. ». Le 24 janvier, Diplo annonce qu'il avait enregistré de la musique avec Beyoncé, Switch et Derek Miller de Sleigh Bells. Christopher "Tricky" Stewart, The-Dream, Bangladesh, Rodney "Darkchild" Jerkins, Frank Ocean, Kanye West, Q-Tip et Alja Jackson ont également travaillés avec Beyoncé sur l'album. Enfin, Sia et Talay Riley ont aussi écrites des chansons pour l'album.
En février 2011, il a été annoncé que l'album était presque terminé. Beyoncé a enregistré soixante-douze pistes pour 4, ce qui a accablé l'équipe de Columbia Records qui devait trier les chansons et choisir ce qui a été inclus sur l'album. Une soirée privée d'écoute a eu lieu le 11 mai 2011. Beyoncé offre à un groupe sélectionné de fans, une écoute en avant-première de cinq chansons de son quatrième album studio ainsi que la vidéo officielle du premier single Run the World (Girls). Elle a saisi l'occasion pour parler de la conception de son album : « Je voulais faire quelque chose de rafraîchissant et différent. Donc, je mélange les genres et je me suis inspiré des tournées, des voyages, en regardant les groupes de rock, et en assistant à des festivals…J'étais comme un savant fou, en mettant beaucoup de chansons différentes ensemble. ». Beyoncé parle plus de l'album dans une interview avec le magazine Billboard, en déclarant « Avoir eu le temps pour grandir en tant qu'être humain m'a vraiment inspiré et m'a donné beaucoup de choses à tirer de ce nouvel album... Je sens que je sais qui je suis et je ne me sens pas que je dois me mettre dans une boîte. Personne ne peut me définir. Je peux juste avoir du plaisir, et avoir la liberté artistique pour faire ce que je veux. »
La date de sortie américaine de l'album est révélée le même jour que la vidéo de Run the World (Girls). Le 31 mai 2011, le groupe OneRepublic confirme via Twitter qu'ils ont travaillé sur la dernière chanson de l'album. Diane Warren, quant à elle, révèle dans une interview avec PopWrap le 1er juin 2011, qu'elle a également contribué à l'album. Elle déclare, « Je viens d'écrire quelque chose pendant une semaine et demie que Beyoncé a enregistré et je pense que c'est la meilleure chose que je n'ai jamais écrit. Elle chantait à merveille. Je pense que c'est une chanson de carrière et probablement la chose préférée que j'ai jamais écrite ... à l'heure actuelle. ».

## Enregistrement
La majorité de 4 a été enregistrée aux MSR Studios à New York ; les autres studios d'enregistrement utilisés à New York sont les Jungle City Studios, Germano Studios, Roc the Mic et KMA Music. Les enregistrements ont eu lieu également aux Conway Recording Studios, Enormous Studios et aux Record Plant Studios à Los Angeles, au The Studio de Las Vegas, les Patriot Studios à Denver, le Boston Harbor Hotel à Boston, les Triangle Sound Studios à Atlanta et les Lear 60/G2 Studios. À l’extérieur des États-Unis, ce sont les Real World Studios à Box, le Metropolis Group à Londres, les Avex Honolulu Studios à Honolulu, et dans un studio dans un manoir de Sydney, spécialement construit pour l'album, qui ont été utilisés. Le mari de Beyoncé, Jay-Z, était en train de travailler avec Kanye West sur Watch the Throne dans le studio de Sydney au même moment; il a été créé dans le grenier du manoir sans cabine d'enregistrement mais avec uniquement avec un microphone et une plate-forme de logiciels Pro Tools. La voix de Beyoncé sur 4 a été enregistré grâce à un préamplificateur Avalon Design 737, et compressé dans un 1176 Peak Limiter avec un taux de compression de données de 4:1.

## Concept et pochette
Vers la fin de la conception de l'album, Beyoncé présente 72 chansons à son label pour préparer la sortie de l'album. Une source proche du label déclare qu'« ils ne sont pas préparés pour le grand nombre de pistes qu'elle a présenté à eux. Elle a clairement été très productive. Maintenant, ils ont la tâche difficile de passer par toutes les musiques et de décider ce qui va le faire. ». Beyoncé déclare dans une interview avec Ray Rogers de Billboard que le titre 4 est influencé par ses fans : « J'ai eu un tout autre nom et le concept, mais je n'arrête pas de voir que les fans aiment le nom 4, et je pense que ce serait une chose très agréable de laisser ce nom pour le disque. ». Elle déclare également que le numéro quatre est « spécial » pour elle car son anniversaire et son anniversaire de mariage sont le quatre du mois. Beyoncé ajoute, « L'anniversaire de ma mère, et beaucoup d'anniversaires d'amis, sont le quatre. ».
La pochette officielle de l'album est révélé sur le site officiel de Beyoncé le 18 mai 2011, le même jour que la révélation de la date de sortie de l'album et de la première diffusion du clip vidéo du premier single de l'album Run the World (Girls),. Sur la pochette, Beyoncé est montrée en train de prendre une pose où elle regarde de loin avec un maquillage charbonneux pour les yeux et a les bras levés sur la tête avec des manchettes épaisses en or, couverte seulement d'un gilet de fourrure accessoirisé d'or,. Le shooting de "4" a été entièrement réalisé à Paris en avril 2011. Nous pouvons voir Beyonce prendre la pose sur les toits de la capitale française dans des tenues plus sexy les unes que les autres. La pochette de l'album génère des avis positives de la part des critiques. En déclarant que Beyoncé est en « pleine mode promo », Robbie Daw de Idolator compare la pose de Beyoncé à celle de Raquel Welch qui demande aux fans « Êtes-vous prêt pour cette gelée? », ce qui fait référence également à l'accroche de Bootylicious des Destiny's Child. Jocelyn Vena de MTV News décrit Beyoncé comme « sexy et investie » sur la pochette. La pochette de l'édition deluxe est diffusée le 16 juin 2011 et montre Beyoncé portant une robe du couturier français Maxime Simoëns moulante bleu-violet qui tient ses mains dans ses cheveux.

## Composition
Beyoncé reste inspirée par Fela Kuti et travaille avec le groupe de la comédie musicale de Broadway, Fela!. Quand elle parle de son inspiration par Kuti, la chanteuse déclare qu'elle apprécie sa « sensation dans l'âme et le cœur de sa musique; c'est tellement sexy, et il y a un grand groove dans lequel vous vous perdez » et que cela prend une grande inspiration dans 4 avec les tambours et trompettes et sur « comment tout était sur ça ». L'album est également inspiré par le R'n'B des années 1990, Earth, Wind and Fire, DeBarge, Lionel Richie, Teena Marie avec d'autres influences qui viennent des Jackson 5, de New Edition, d'Adele, de Florence and the Machine, et de Prince. Beyoncé ajoute qu'avec certains influences, elle a ajouté son caractère hip-hop pour un son plus large. Elle déclare également qu'elle s'est laissé plus de liberté pour chanter à pleins poumons sur quelques chansons, et elle apporte un chant soul en déclarant : « J'ai utilisé beaucoup de granularité et de cuivres dans ma voix que les gens entendent dans mes performances lives, mais pas nécessairement sur mes disques. ».
Le journaliste musical Alexis Petridis note une dominance d'une influence R'n'B des années 1980 et écrit que « Le plus souvent, 4 recule dans le passé du R'n'B. ». Jon Caramanica de The New York Times voit le son de l'album comme un départ de l'influence contemporaine des disques précédents de Beyoncé en écrivant que « Il a beaucoup plus en commun avec des albums soul de la fin des années 70 et du début des années 80 — le côté plus pop de Jennifer Holliday, qui disent — que tout ce que par ses soi-disant pairs; c'est un prise de position à l'âge de Rihanna. ». Le journaliste du Chicago Sun-Times Thomas Conner compare sa musique « subtile et surprenante » à celui de l'album de 2011 d'Adele 21 et écrit favorablement que 4 a « essentiellement des cadeaux mid-tempos, beaucoup d'entre elles essayent une petite expérimentation sonore grâce à un bouquet varié d'auteurs et de producteurs avant-gardistes. ». James Reed de The Boston Globe voit le son comme « cossu » et « plus mûr » que celui de ses albums précédents et notes que son thème principal est « les hauts et les bas d'une relation sérieuse ».
Ryan Dombal de Pitchfork voit que les thèmes de l'album portent essentiellement sur la monogamie et écrit que la musique de l'album « saute la fixation des radios Top 40 en ce moment pour l'Eurobeat pour un mix éclectique et rafraîchissant du R'n'B du début des années 90, de la soul allégée des années 80, et de la musique en marche avec des percussions en cuivres intense ». Nitsuh Abebe de New York écrit sur les thèmes de la vulnérabilité de Beyoncé sur l'album, « la façon dont elle chante l'amour ici — c'est-à-dire, l'amour comme un choix de vie grave et lourde qui exige de la musique feutrée, des projecteurs, et une angoisse occasionnelle — ce qui signifie chanter des choses qui peuvent ressembler beaucoup plus à la faiblesse et à la dépendance. ». Mikael Wood de Spin commente que « dans les chansons lentes à s'épanouir, ils sont aussi préoccupés par le plaisir de l'amour (1+1, Rather Die Young) comme par sa douleur (I Care, Best Thing I Never Had) ».

## Sortie et promotion

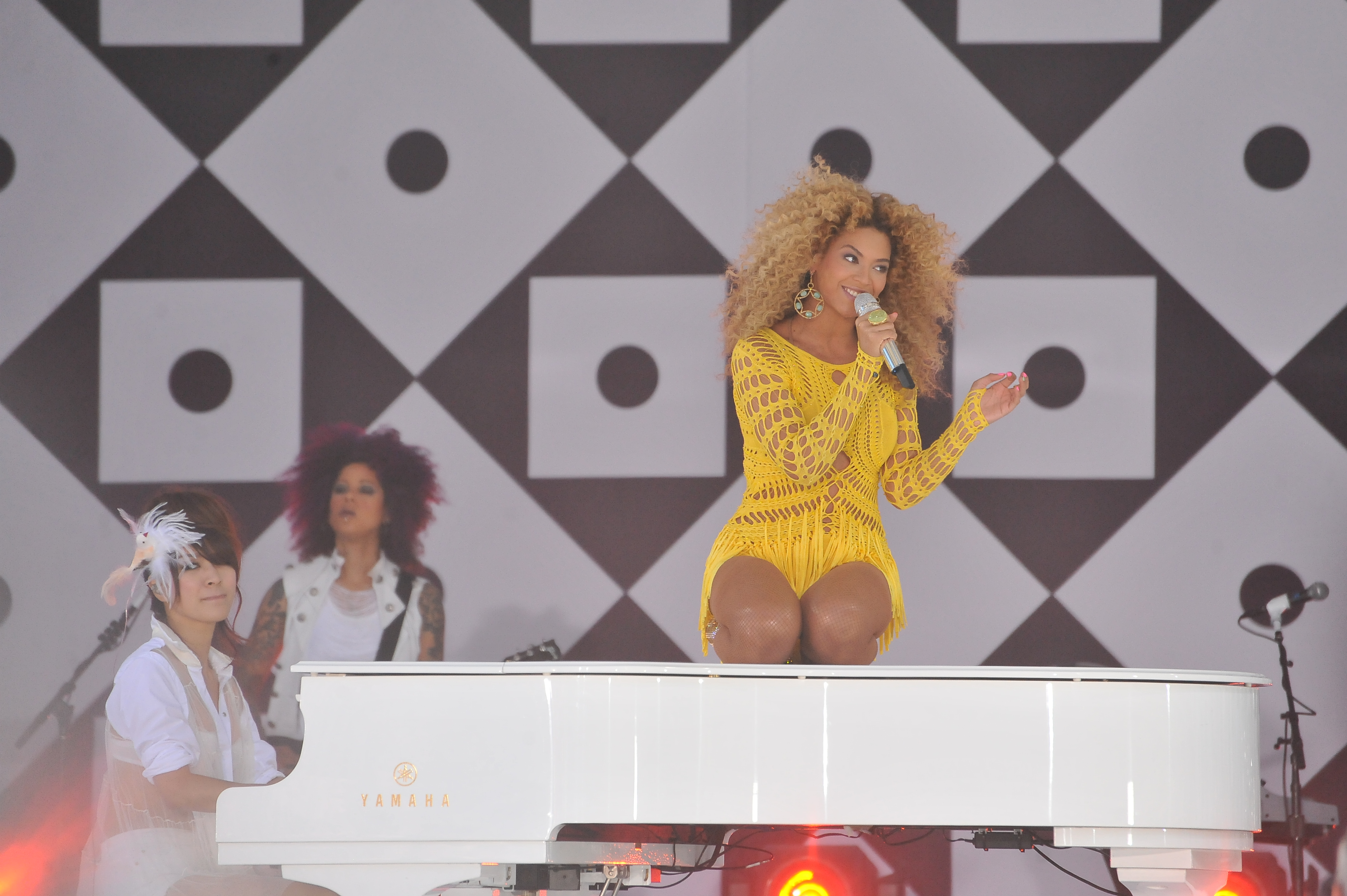
Beyoncé interprétant la chanson 1+1 dans Good Morning America.

Le 11 mai 2011, la chanteuse organise une soirée d'écoute de l'album à New York où elle dévoile en avant-première quatre chansons à un groupe sélectionné de fans. Elle interprète pour la première fois Run the World (Girls) dans Surprise Oprah! A Farewell Spectacular au United Center à Chicago le 17 mai 2011. Le spectacle est organisé pour commémorer la 25e et dernière saison du Oprah Winfrey Show. Beyoncé chante également Run the World en live lors des Billboard Music Awards 2011 le 22 mai 2011, où des projections d'un ensemble futuriste ont été affichés sur un écran derrière elle et aussi, il y a eu une scène de combat et une équipe de danseuses qui l'accompagne. La chanteuse interprète 1+1, la piste d'ouverture de l'album, en direct, le 25 mai 2011 lors de la finale de American Idol. Elle introduit 1+1 comme sa chanson « préférée », et la chante dans une robe violette avec des lumières rouges et de la fumée autour d'elle. Le même jour, 1+1 devient disponible en téléchargement sur l'iTunes Store en tant que single promotionnel pour les États-Unis. Le 7 juin 2011, trois semaines avant la sortie prévue, 4 est divulgué dans son intégralité. Les représentants légaux de Beyoncé adressent des avertissements aux sites web en infraction et les pistes divulgués sont retirés ensuite de ces sites web. Toutefois, certaines personnes utilisent Twitter pour partager la musique, ce qui rend plus difficile pour le label de retrouver la musique divulgué. Le 9 juin 2011, Beyoncé écrit sur son compte Facebook à propos de la fuite :

« Ma musique a été divulgué et ce n'est pas de cette façon que je voulais présenter mes nouvelles chansons, j'apprécie l'avis positif de mes fans. Quand j'enregistre de la musique, je pense toujours à mes fans  chantant sur chaque note et dansant sur chaque rythme. Je fais de la musique pour rendre les gens heureux et j'apprécie que tout le monde a tellement hâte d'entendre mes nouvelles chansons. »

— Beyoncé sur son compte Facebook
Beyoncé apparaît dans Entertainment Tonight le 16 juin 2011 pour promouvoir l'édition deluxe en exclusivité chez Target de 4, et donne aux fans un aperçu de la publicité télévisuelle. Elle a tenu une mini-tournée en France, en commençant par le Palais Nikaia de Nice le 20 juin 2011; puis elle a été au Zénith de Lille le 22 juin et elle a fini par le Galaxie d'Amnéville le 23 juin. Elle a également prévu de faire un concert de 90 minutes au Glastonbury Festival 2011 le 26 juin 2011. Le même jour, une performance pré-enregistrée de Best Thing I Never Had et de End of Time au Glastonbury Festival est diffusée lors des BET Awards 2011. Une interview d'une heure exclusive avec Piers Morgan a été diffusé le 27 juin 2011 dans Piers Morgan Tonight[pertinence contestée]. Beyoncé a chanté Run the World et Best Thing I Never Had dans la finale de la saison 2 de X Factor France. Elle était également présente dans Le Grand Journal le même jour. Une émission spéciale, Beyoncé: Year of 4 a été diffusée pour la première fois sur MTV et BET le 30 juin 2011 et montre Beyoncé pratiquant une chorégraphie, faisant le tour du monde pour lancer le disque, tournant la vidéo de Run the World (Girls) et travaillant en studio sur 4. Le 1er juillet 2011, Beyoncé interprète Run the World, 1+1, Best Thing I Never Had et Single Ladies (Put a Ring on It) aux GMA Summer Concert Series qui ont eu lieu au Rumsey Playfield à Central Park à New York. Beyoncé a chanté également au festival T in the Park en Écosse le 9 juillet 2011 et au Festival Oxegen en Irlande le lendemain. Chaque exemplaire de 4 contient un échantillon de Heat, le parfum de Beyoncé.

### Singles
Run the World (Girls) est publié en tant que premier single de l'album le 21 avril 2011. Après que des extraits de Run the World (Girls) sont divulgués le 14 avril 2011,, la chanson entière fuit sur le net quatre jours plus tard; ce qui force la précipitation de la sortie en single de Run the World (Girls). Le clip vidéo qui l'accompagne est tourné en l'espace de trois jours par le réalisateur Francis Lawrence, du 11 au 13 avril 2011. La vidéo est diffusée pour la première fois le 18 mai 2011 dans American Idol.
Best Thing I Never Had est le second single de l'album. La chanson débute sur les radios américaines le 1er juin 2011.
Countdown et Love on Top ont ensuite été publiés comme étant les derniers singles de l'album.

## Réception critique
4 reçoit des avis très positifs de la plupart des critiques musicaux. À Metacritic, qui donne une note sur 100 de la moyenne des avis des principaux critiques, l'album reçoit un score de 73, basé sur 32 avis, qui indique des « avis généralement favorables ». Eric Henderson de Slant Magazine décrit l'album comme « essentiellement intimiste avec d'abondantes ballades » et « dominé par les pistes sans ou avec un tempo moyen, où, vocalement parlant, qui lui donne assez de corde pour accrocher soit les sceptiques ou elle-même ». Le journaliste du Los Angeles Times Randall Roberts appelle 4 « un étonnant et confiant tournant, même si les surprises sont d'une subtile variété ». James Reed du The Boston Globe appelle l'album « discret et facile » et félicite sa production comme de « bon goût, parfois même un peu tendu ». Nitsuh Abebe du New York complimente « l'ambiance nouvellement installé » de Beyoncé et les ballades « charmantes » en ajoutant que « Elle fait un travail merveilleusement convaincant en faisant apparaître la vulnérabilité comme une forme de bravoure ». Le critique de Consequence of Sound Chris Coplan surnomme l'album une « excellence pop pure » et remarque que « l'aspect vraiment éblouissant du disque est ce qu'il fait avec une production minimale et des paroles simplistes ». Michael Cragg du The Observer donne à l'album quatre étoiles sur cinq et complimente « l'impression décontracté de son album le plus accompli ». Geneviève Koski du The A.V. Club déclare « La maturation artistique de Beyoncé sur 4 met en évidence certains problèmes de croissance, mais l'affinage de l'album et son assurance vont sur un long chemin pour masquer ces défauts. ».
Matthew Horton de BBC Online exprime un avis mitigé envers certaines des pistes, mais complimente finalement ses « ballades puissantes » et écrit que « Beyoncé glisse du sexy au fragile au fabuleux et est dans une voix terrible tout le long. ». Bien que le panoramique Run the World (Girls) soit la « pire chanson » de l'album, Mikael Wood de Spin complimente les thèmes sur l'amour et l'appelle un « la collection souvent magnifique de ballades et des coupes riches mid-tempo avec des échos de pop-soul de la fin des années 70/début années 80. ». Jon Caramanica de The New York Times déclare « [Beyoncé] a toujours été une chanteuse qui chante des chansons d'amour et en attendant, elle anticipe le jour où elle pouvait passer aux choses sérieuses. Sur ce compte, 4 est impressionnant.[...] Beyoncé offre du chagrin avec un but : pour nous rappeler à quel point l'amour peut être écrasant. ». La critique du Rolling Stone Jody Rosen félicite Beyoncé pour « laisser les styles de production à la mode derrière » et nomme l'album « excentrique [...] indéniablement personnelle et originale. ». Rich Juzwiak de The Village Voice appelle les chansons up-tempo « dépassés de la meilleure façon possible » et déclare, « L'art de Beyoncé est la prestation, et 4est un cadre magnifique pour sa voix sous son meilleur, absolument. ». Ryan Dombal de Pitchfork complimente la « sensibilité rétro insouciante » de l'album et déclare « la part du lion de l'album — avec ses excellentes pistes deluxe — est l'une des plus grandes stars du monde entier d'explorer son talent dans quelques façons qu'on aurait pu prédire, ce qui est toujours passionnant. ». Embling de Tiny Mix Tapes l'appelle « l'un des disques pop mainstream le plus cohérent et agréable de ces années » et écrit en conclusion, « Malgré certaines lacunes,4 est un franc succès dans le sens hawksien: Il y a au moins trois grandes chansons et pas de mauvaises. ».
Cependant, Andy Gill de The Independent appelle les chansons de l'album « des cuillerées de [...] tremblements, des mélismes trop agités » et critique leur « demi-teinte, des rythmes bricolés et patraques, des synthés lavés fades ». Hamish MacBain de NME note les « ballades ennuyeuses » et déclare « il y a le sens indubitable de quelqu'un foulant l'eau, même avec des morceaux OK qui sonne ici sans inspiration. ». Claire Suddath de Time critique le contenu lyrique de l'album et écrit que ça offre des « chansons bien exécutés, interprétée par une femme de talent qui refuse de gratter quelque chose de plus que la surface ». Même s'il félicite les pistes up-tempo comme « casseurs de genre », Adam Markovitz de Entertainment Weekly trouve la première moitié « pesante [...] un récital somnolente de ballades » et fait remarquer que « Vocalement, elle n'est jamais aussi bien sonné — guttural et précis — mais les chansons sont ici juste pas son égal. ». Le journaliste de Chicago Tribune Greg Kot note des « incohérences inexplicables » et déclare « l'album semble maigre, à moitié fini ». Alexis Petridis de The Guardian écrit « Les moments forts offrent des indices sur ce qu'il aurait pu avoir : il est difficile de ne pas sentir que ce qu'il aurait pu sonné mieux que ce qu'il est. ». Kevin Ritchie de NOW écrit que « Dans 4, elle manque encore un réel sentiment de vulnérabilité mais prend des mesures derrière les bourrages clubs avec une production magnifiquement nuancée de mid-tempo. ». David Amidon de PopMatters trouve une grande partie du disque « en dessous d'une femme aussi talentueuse comme elle » mais voit l'album comme une amélioration par rapport à I Am… Sasha Fierce et complimente ses « références musicales aux années 80 décalés » et le « fort changement vocal ». Le critique de AllMusic Andy Kellman déclare « la force de la plupart du disque, propulsé typiquement par les compétences vocales acrobatiques de Beyoncé, allège la peine de passer au crible l'assortiment décousu » et conclut que « Personne d'autre que l'un des chanteuses les plus talentueuses et accomplis[...] aurait pu faire cet album. ».

## Ventes
Lors de son premier jour de vente, 4 est mis en vente à plus de 10 000 exemplaires en Pologne, à plus de 120 000 exemplaires au Brésil et se vend à plus de 32 000 exemplaires au Royaume-Uni. Selon les données de la Official Charts Company, les ventes du premier jour de 4  étaient plus élevées que les ventes combinées de ses trois plus proches concurrents qui étaient 21 de Adele de 2011, Born This Way de Lady Gaga datant également de 2011 et le premier album studio d'Adele 19  lors de cette journée. 4 débute à la première place du UK Albums Chart avec 89 211 exemplaires vendus en première semaine. En deuxième semaine, 4 reste premier du classement avec 44 029 exemplaires vendues. Dans la semaine commençant le 4 juillet 2011, 4 entre à la seconde position du classement australien des albums ce qui donne à Beyoncé sa meilleure entrée dans ce classement et commence à la première place du classement urbain.
Aux États-Unis, 4 débute à la première place du Billboard 200 avec 310 000 exemplaires vendues en première semaine. Cela donne à Beyoncé son quatrième début en solo à la première place du classement et cela fait d'elle la seconde artiste féminine et la troisième artiste au total à avoir fait débuter ses quatre premiers albums solos à la première place du Billboard 200. Toutefois, les ventes en première semaine de 4 sont les ventes moins élevées de Beyoncé avec un album studio à ce jour. Dans sa deuxième semaine, l'album reste la première place du Billboard 200 malgré une baisse des ventes de 63 % en se vendant à 115 000 exemplaires. Il devient le premier album de Beyoncé à rester à la première place du Billboard 200 pendant plus d'une semaine. L'album entre à la troisième position du Canadian Albums Chart en se vendant à 8 700 exemplaires dans sa première semaine et à la seconde place en France avec 12 393 exemplaires dans sa première semaine. Selon le site japonais de classements musicaux Oricon, l'album débute à la 10e place avec 18 984 exemplaires vendues.
L'album s'est mondialement vendu à plus de 3.0 millions d'exemplaires dont 1,4 million aux États-Unis, 600 000 au Royaume-Uni ainsi que 70 000 au Japon et Australie et 125 000 au Brésil.

## Liste des pistes

### Édition internationale (hors Japon)
| 1.  | 1+1                          | Terius Nash, Christopher Stewart, Beyoncé Knowles                                                     | Knowles, The-Dream, Tricky Stewart                       | 4:33 |
| 2.  | I Care                       | Jeff Bhasker, Chad Hugo, Knowles                                                                      | Bhasker, Knowles*                                        | 3:59 |
| 3.  | I Miss You                   | Frank Ocean, Shea Taylor, Knowles                                                                     | Knowles, S. Taylor                                       | 2:59 |
| 4.  | Best Thing I Never Had       | Kenny Edmonds, Antonio Dixon, Knowles, Patrick Smith, S. Taylor, Larry Griffin, Jr., Caleb McCampbell | Knowles, Babyface, Dixon, S. Taylor, Symbolyc One, Caleb | 4:13 |
| 5.  | Party (featuring André 3000) | Kanye West, Bhasker, Knowles, Dexter Mills, Douglas Davis, Ricky Walters                              | Knowles, West, Bhasker*                                  | 4:05 |
| 6.  | Rather Die Young             | Bhasker, Luke Steele, Knowles                                                                         | Bhasker, Knowles*, Steele*                               | 3:42 |
| 7.  | Start Over                   | Taylor, Knowles, Ester Dean                                                                           | Knowles, S. Taylor                                       | 3:19 |
| 8.  | Love on Top                  | Knowles, Nash, S. Taylor                                                                              | Knowles, S. Taylor                                       | 4:27 |
| 9.  | Countdown                    | Nash, S. Taylor, Knowles, Dean, Cainon Lamb, Julie Frost, Michael Bivins, Nathan Morris, Wanya Morris | Knowles, S. Taylor, Lamb                                 | 3:33 |
| 10. | End of Time                  | Knowles, Nash, S. Taylor, David Taylor                                                                | Knowles, The-Dream, Switch, Diplo                        | 3:43 |
| 11. | I Was Here                   | Diane Warren                                                                                          | Ryan Tedder, Brent Kutzle, Knowles, Kuk Harrell          | 3:59 |
| 12. | Run the World (Girls)        | Nash, Knowles, Wesley Pentz, D. Taylor, Adidja Palmer, Afrojack                                       | Switch, The-Dream, Knowles*, S. Taylor*                  | 3:56 |

| 1. | Lay Up Under Me                                 | Knowles, Sean Garrett, Mikkel Eriksen, Tor Erik Hermansen, S. Taylor | Knowles, S. Taylor                                         | 4:13 |
| 2. | Schoolin' Life                                  | Knowles, Nash, S. Taylor, Carlos McKinney                            | The-Dream, Knowles*, Los Da Mystro*                        | 4:53 |
| 3. | Dance for You                                   | Knowles, Nash, Stewart                                               | Knowles, The-Dream, Stewart                                | 6:17 |
| 4. | Run the World (Girls) (Kaskade Club Remix)      | Nash, Knowles, Pentz, D. Taylor, Palmer, Afrojack                    | Switch, The-Dream, Knowles*, S. Taylor*, Kaskade           | 5:02 |
| 5. | Run the World (Girls) (Red Top Club Remix)      | Nash, Knowles, Pentz, D. Taylor, Palmer, Afrojack                    | Switch, The-Dream, Knowles*, S. Taylor*, Jens Bergmark     | 6:02 |
| 6. | Run the World (Girls) (Jochen Simms Club Remix) | Nash, Knowles, Pentz, D. Taylor, Palmer, Afrojack                    | Switch, The-Dream, Knowles*, S. Taylor*, Julian Napolitano | 6:19 |

### Édition japonaise
| 1.  | 1+1                          | Terius Nash, Christopher Stewart, Beyoncé Knowles                                                     | Knowles, The-Dream, Tricky Stewart                       | 4:33 |
| 2.  | I Care                       | Jeff Bhasker, Chad Hugo, Knowles                                                                      | Bhasker, Knowles*                                        | 3:59 |
| 3.  | I Miss You                   | Frank Ocean, Shea Taylor, Knowles                                                                     | Knowles, S. Taylor                                       | 2:59 |
| 4.  | Best Thing I Never Had       | Kenny Edmonds, Antonio Dixon, Knowles, Patrick Smith, S. Taylor, Larry Griffin, Jr., Caleb McCampbell | Knowles, Babyface, Dixon, S. Taylor, Symbolyc One, Caleb | 4:13 |
| 5.  | Party (featuring André 3000) | Kanye West, Bhasker, Knowles, Dexter Mills, Douglas Davis, Ricky Walters                              | Knowles, West, Bhasker*                                  | 4:05 |
| 6.  | Rather Die Young             | Bhasker, Luke Steele, Knowles                                                                         | Bhasker, Knowles*, Steele*                               | 3:42 |
| 7.  | Start Over                   | Taylor, Knowles, Ester Dean                                                                           | Knowles, S. Taylor                                       | 3:19 |
| 8.  | Love on Top                  | Knowles, Nash, S. Taylor                                                                              | Knowles, S. Taylor                                       | 4:27 |
| 9.  | Countdown                    | Nash, S. Taylor, Knowles, Dean, Cainon Lamb, Julie Frost, Michael Bivins, Nathan Morris, Wanya Morris | Knowles, S. Taylor, Lamb                                 | 3:33 |
| 10. | End of Time                  | Knowles, Nash, S. Taylor, David Taylor                                                                | Knowles, The-Dream, Switch, Diplo                        | 3:43 |
| 11. | I Was Here                   | Diane Warren                                                                                          | Ryan Tedder, Brent Kutzle, Knowles, Kuk Harrell          | 3:59 |
| 12. | Run the World (Girls)        | Nash, Knowles, Wesley Pentz, D. Taylor, Adidja Palmer, Afrojack                                       | Switch, The-Dream, Knowles*, S. Taylor*                  | 3:56 |

| 1. | Lay Up Under Me                                 | Knowles, Sean Garrett, Mikkel Eriksen, Tor Erik Hermansen, S. Taylor | Knowles, S. Taylor                                         | 4:13 |
| 2. | Schoolin' Life                                  | Knowles, Nash, S. Taylor, Carlos McKinney                            | The-Dream, Knowles*, Los Da Mystro*                        | 4:53 |
| 3. | Dance for You                                   | Knowles, Nash, Stewart                                               | Knowles, The-Dream, Stewart                                | 6:17 |
| 4. | Run the World (Girls) (Kaskade Club Remix)      | Nash, Knowles, Pentz, D. Taylor, Palmer, Afrojack                    | Switch, The-Dream, Knowles*, S. Taylor*, Kaskade           | 5:02 |
| 5. | Run the World (Girls) (Red Top Club Remix)      | Nash, Knowles, Pentz, D. Taylor, Palmer, Afrojack                    | Switch, The-Dream, Knowles*, S. Taylor*, Jens Bergmark     | 6:02 |
| 6. | Run the World (Girls) (Jochen Simms Club Remix) | Nash, Knowles, Pentz, D. Taylor, Palmer, Afrojack                    | Switch, The-Dream, Knowles*, S. Taylor*, Julian Napolitano | 6:19 |

| 13. | Dreaming | Edmonds, Dixon, Knowles, Smith | Knowles, Edmonds, Dixon | 4:39 |

* (co.) Coproducteur
Notes
- L'édition deluxe contient une version exclusive du clip vidéo de Run the World (Girls)[89].
- Beyoncé et Kuk Harrell sont crédites comme producteurs vocales sur I Was Here[91].

Crédits d'échantillons
- Party échantillonne La Di Da Di interprétée par Doug E. Fresh et le Get Fresh Crew avec MC Ricky D. et écrite par Douglas Davis et Ricky Walters[91].
- Countdown échantillonne Uhh Ahh interprétée par les Boyz II Men, et écrite par Michael Bivins, Nathan Morris et Wanya Morris[91].
- Run the World (Girls) échantillonne Pon de Floor interprétée par Major Lazer, et écrite par Afrojack, Adidja Palmer, Wesley Pentz et David Taylor[91].

## Personnel
- Les crédits proviennent du site officiel de Beyoncé[92].

Gestion
- Naima Cochrane : marketing
- Scott Greer : marketing
- Beyoncé Knowles : productrice délégué
- Meaghan Lyons : Opérations A&R
- Ty Ty Smith : A&R
- Teresa LaBarbera Whites : A&R

Chanteurs
- Beyoncé Knowles : Chant, choriste
- Luke Steele : choriste
- Kanye West : choriste
- Consequence : choriste
- Ryan Tedder : choriste
- Billy Kraven : choriste

Visuels et imagerie
| - Tony Duran : photographe - Neal Farinah : équipe glam - Greg Gex : photographe - Ty Hunter : directeur mode - Kimberly Kimble : équipe glam - Lisa Logan : équipe glam | - Adam Larson : directeur artistique - Melina Matsoukas : consultante créative - Raquel Smith : styliste - Jenke Ahmed Taily : directeur de la création - Francesca Tolot : équipe glam - Ellen Von Unwerth : photographe |

Instruments
| - Pete Wolford : guitare - Nikki Gallespi : batterie - Lee Blaske : Cordes - Drew Sayers : baryton, ténor - Chad Hugo : guitare rythmique - Jeff Bhasker : Clavier, solo de guitare, claviers et programmation de batterie - Rob Suchecki : guitare - Cole Kamen-Green : trompette - Josiah Woodson : trompette - Nick Videen : ténor, saxophone alto | - Alex Asher : trombone - Morgan Price : saxophone baryton, ténor - Shea Taylor : saxophone alto, arrangement de cors d'harmonie - Luke Steele : guitare - Robert "R.T." Taylor : guitare - Pat Thrall : guitare - Johnny Butler : saxophone ténor - Jack Daley : guitare basse - Ryan Tedder : batteries, piano, programmateur additionnel - Brent Kutzle : violoncelle, guitare, programmateur additionnel |

Technique et production
| - Terius "The-Dream" Nash : production - Christopher "Tricky" Stewart : production - Beyoncé Knowles : production, production vocale - Jeff Bhasker : production - Shea Taylor : production - Kenny "Babyface" Edmonds : production - Antonio Dixon : production - Symbolyc "Larry Griffin, Jr." One : production - Caleb McCampbell : production - Kanye West : production - Luke Steele : production - Tom Coyne : mastering - David "Switch" Taylor : production - Ryan Tedder : production - Brent Kutzle : production - Kuk Harrell : production vocale, enregistrement vocale - Wesley "Diplo" Pentz : production - Carlos "Los Da Mystro" McKinney : production - Kaskade : mix, production additionnelle |

## Classements et certifications
| Classement (2011)            | Meilleure position | Fin d'année 2011 |
| ---------------------------- | ------------------ | ---------------- |
| Afrique du Sud               | 3                  | —                |
| Allemagne                    | 5                  | —                |
| Argentine                    | 3                  | —                |
| Australie                    | 2                  | —                |
| Australie (Urbain)           | 1                  | —                |
| Autriche                     | 13                 | —                |
| Belgique (Néer.)             | 4                  | —                |
| Belgique (Fr.)               | 4                  | —                |
| Brésil                       | 1                  | —                |
| Canada                       | 3                  | —                |
| Corée du Sud (International) | 1                  | —                |
| Croatie                      | 2                  | —                |
| Danemark                     | 5                  | —                |
| Écosse                       | 1                  | —                |
| Espagne                      | 1                  | —                |
| Finlande                     | 24                 | —                |
| France                       | 2                  | 98               |
| Grèce                        | 5                  | —                |
| Hongrie                      | 8                  | —                |
| Irlande                      | 1                  | —                |
| Italie                       | 4                  | —                |
| Japon                        | 10                 | —                |
| Mexique                      | 31                 | —                |
| Nouvelle-Zélande             | 3                  | —                |
| Norvège                      | 4                  | —                |
| Pays-Bas                     | 2                  | —                |
| Pologne                      | 2                  | —                |
| Portugal                     | 3                  | —                |
| République tchèque           | 2                  | —                |
| Russie                       | 7                  | —                |
| Slovénie                     | 6                  | —                |
| Suède                        | 13                 | —                |
| Suisse                       | 1                  | —                |
| Taïwan                       | 1                  | —                |
| Royaume-Uni                  | 1                  | 18               |
| Royaume-Uni (R'n'B)          | 1                  | —                |
| Billboard 200                | 1                  | 21               |
| Billboard R&B/Hip-Hop Albums | 1                  | 7                |

| Pays                  | Certification |
| --------------------- | ------------- |
| Australie (ARIA)      | Platine       |
| Brésil (ABPD)         | 3 × Platine   |
| Canada (Music Canada) | Or            |
| États-Unis (RIAA)     | 4 × Platine   |
| France (SNEP)         | Or            |
| Irlande (IRMA)        | Or            |
| Pologne (ZPAV)        | Platine       |
| Russie (NFPF)         | Or            |

## Historique des sorties
| Pays             | Date             | Format             | Label                          | Édition(s)                  |
| ---------------- | ---------------- | ------------------ | ------------------------------ | --------------------------- |
| Australie        | 24 juin 2011     | CD, téléchargement | Sony Music Entertainment       | Éditions standard et deluxe |
| Autriche         | 24 juin 2011     | Téléchargement     | Sony Music Entertainment       | Édition standard            |
| Belgique,        | 24 juin 2011     | CD, téléchargement | Sony Music Entertainment       | Éditions standard et deluxe |
| Allemagne        | 24 juin 2011     | CD, téléchargement | Sony Music Entertainment       | Éditions standard et deluxe |
| Irlande          | 24 juin 2011     | CD, téléchargement | Sony Music Entertainment       | Édition standard            |
| Pays-Bas         | 24 juin 2011     | CD, téléchargement | Sony Music Entertainment       | Éditions standard et deluxe |
| Suisse           | 24 juin 2011     | Téléchargement     | Sony Music Entertainment       | Édition standard            |
| France           | 27 juin 2011     | CD, téléchargement | Sony Music Entertainment       | Éditions standard et deluxe |
| Hong Kong,       | 27 juin 2011     | CD, téléchargement | Sony Music Entertainment       | Éditions standard et deluxe |
| Nouvelle-Zélande | 27 juin 2011     | CD, téléchargement |                                | Éditions standard et deluxe |
| Royaume-Uni,     | 27 juin 2011     | CD, téléchargement | RCA Records                    | Éditions standard et deluxe |
| Argentine        | 28 juin 2011     | Téléchargement     | Sony Music Entertainment       | Édition standard            |
| Brésil,          | 28 juin 2011     | CD, téléchargement | Sony Music Entertainment       | Éditions standard et deluxe |
| Canada           | 28 juin 2011     | CD, téléchargement | Columbia Records               | Éditions standard et deluxe |
| Espagne          | 28 juin 2011     | Téléchargement     | Sony Music Entertainment       | Édition standard            |
| États-Unis       | 28 juin 2011     | CD, téléchargement | Columbia Records               | Édition standard et deluxe  |
| Japon            | 29 juin 2011     | CD, téléchargement | Sony Music Entertainment Japan | Édition standard et deluxe  |
| Danemark,        | 29 juin 2011     | CD, téléchargement | Sony Music Entertainment       | Édition standard et deluxe  |
| Philippines      | 1er juillet 2011 | CD                 | Sony Music Entertainment       | Éditions standard et deluxe |
| Thaïlande        | 6 juillet 2011   | CD                 | Sony Music Entertainment       | Édition standard            |
| Chine            | 4 juillet 2011   | Téléchargement     | Sony Music Entertainment       | Édition standard            |
| Chine            | 9 août 2011      | CD                 | Sony Music Entertainment       | Édition standard            |